# Dawnless
Dawnless es un grupo musical de power metal, formada el año 2003, proveniente de la ciudad suiza de Sarreyer, el nombre de la banda hace referencia a un amanecer a lo largo del invierno. 

## Historia
La banda empezó aficionadamente, es decir, todos los miembros ya se conocían socialmente, durante mucho tiempo y trabajo tomaron confianza, creando a lo largo de la trayectoria canciones, hasta finalmente lanzar el disco "A Way of Escape", lanzado a principios del año 2006, el cual contiene una de las canciones más representativas actualmente del grupo, titulada Winds of Fate, creando así un vídeo oficial para la canción. 
En junio del año 2008, el grupo ha lanzado un nuevo disco titulado While Hope Remains, y fue más profesional y "poderoso" (es decir, más potente y fuerte).

## Discografía
- A Way of Escape, álbum, 2006.
- While Hope Remains, álbum, 2008.
- While Hope Remains, álbum, 2010.
- Beyond The Shade, álbum, 2016.

## Miembros de la banda
- Samuel Michaud (bajo)
- Hervé Michaud (guitarra)
- David Ecoffey (batería)
- Bertrand Ecoffey (canto y guitarra)
- Lionel May (voces de coro y teclado electrónico)